# 斯普林菲爾德 (新澤西州)
斯普林菲爾德（英語：Springfield）是位於美國新澤西州尤寧縣的普查規定居民點。

## 人口
根據2020年美國人口普查的數據，斯普林菲爾德的面積為1.00平方千米，皆為陸地。當地共有人口1518人，而人口密度為每平方千米1,518人。